# Onthophagus asper
Onthophagus asper là một loài bọ cánh cứng trong họ Bọ hung (Scarabaeidae).